# Zabójstwo Rogera Ackroyda
Zabójstwo Rogera Ackroyda (ang. The Murder of Roger Ackroyd) – powieść detektywistyczna, napisana w 1926 r. przez Agathę Christie. Książka zajęła 49. miejsce na liście 100 książek XX wieku według „Le Monde” oraz 5. miejsce na liście 100 najlepszych powieści kryminalnych według CWA.

## Fabuła
Historię opowiada w pierwszej osobie starszawy wiejski lekarz, James Sheppard. Mieszka on w niewielkiej wiosce King’s Abbot wraz ze swoją rozplotkowaną siostrą, Karoliną. Akcja rozpoczyna się, kiedy James stwierdza zgon pani Ferrars – starszej kobiety, która, jak głosiła plotka, zamordowała wcześniej własnego męża, Ashleya Ferrarsa – pijaka i awanturnika. We wsi, głównie za pośrednictwem Karoliny, rozchodzi się plotka, że pani Ferrars, nie mogąc dać sobie rady z wyrzutami sumienia, popełniła samobójstwo, by ukarać się za zbrodnię. Powściągliwy doktor oficjalnie potępia te pogłoski, jednak sam ma podobne podejrzenia.
Kilka dni później doktor Sheppard został zaproszony na obiad do bogatego przyjaciela, Rogera Ackroyda. Szybko okazało się, że wystawne przyjęcie jest tylko pretekstem do zwierzenia, jakim Ackroyd chciał podzielić się z lekarzem. Jako bliski przyjaciel zmarłej pani Ferrars opowiedział mu on, że kobieta rzeczywiście winna była śmierci swojego męża. Ktoś jednak dowiedział się o całej sprawie i szantażował skołataną nerwami wdowę na bardzo wysokie sumy. W końcu pani Ferrars popełniła samobójstwo, a przed śmiercią wysłała Ackroydowi list, w którym wymieniła nazwisko przestępcy. Ów list, jeszcze nieotwierany, Ackroyd zdecydował się otworzyć właśnie w obecności lekarza. W ostatniej chwili zreflektował się on jednak i oznajmił, że lepiej będzie, jeśli odczyta go później sam.
Tego samego wieczoru do domu Sheppardów zadzwoni telefon. Okazało się, że Roger Ackroyd został zamordowany. Po przybyciu doktora na miejsce okazało się, że ktoś wbił mu w głowę zabytkowy sztylet. Policja wszczęła śledztwo, do którego włączył się również światowej sławy detektyw, Herkules Poirot, który świeżo przeprowadził się do King’s Abbot. Działał on nieco innymi metodami, pracując głównie na własną rękę. Do pomocy dobrał sobie Jamesa Shepparda, ponieważ, jak mówił, przypominał mu on Arthura Hastingsa, jego wiernego asystenta przy rozwiązywaniu większości spraw w karierze.
Pierwsze podejrzenia padły na Ralpha Patona, przybranego syna ofiary, który miał sporo długów i dobrą sposobność do zabicia ojca. Na niekorzyść chłopaka działał dodatkowo fakt, że w noc śmierci ojca zbiegł i nikt nie miał pojęcia, gdzie mógł się znajdować. Morderczynią mogła być również bratowa Ackroyda lub jej córka, Flora, które do tej pory zdane były na jego łaskę finansową, a po tragedii okazało się, że Flora dostała pokaźny spadek. Na dodatek była ona ostatnią osobą, która, jak zeznała, widziała wuja żywego.
Herkules Poirot po usłyszeniu historii doktora Shepparda zdał sobie jednak sprawę, że sprawcą zbrodni musi być szantażysta pani Ferrars. Do tej roli idealnie pasował natomiast wścibski służący rezydencji Ackroydów – Parker. Okazało się, że wcześniej był on już wmieszany w podobne sprawy. Mężczyzna jednak definitywnie zaprzeczył, jakoby miał coś wspólnego ze śmiercią pracodawcy.
Inny trop prowadził do tajemniczego nieznajomego, którego doktor Sheppard widział w nocy wchodzącego na teren posiadłości. Okazało się jednak, że był to syn gospodyni Ackroydów, Elżbiety Russell, narkoman, który po kryjomu spotkał się z matką, czerpiąc od niej pomoc finansową. Ze względu na zachowanie nieskazitelnej reputacji panna Russell pragnęła zachować informację o posiadaniu dziecka w tajemnicy. Skrupulatnie przesłuchany mężczyzna zaprezentował też alibi na czas zgonu Ackroyda.
Wszyscy w okolicy przekonani byli o winie Ralpha, jednak Poirot stworzył zupełnie inną hipotezę na ten temat.

## Rozwiązanie
Mordercą okazał się sam James Sheppard. Jako osobisty lekarz pani Ferrars i jej męża znał wiele ich sekretów. Zdobytą tajemnicę zabójstwa Ferrarsa wykorzystał, by szantażować kobietę. Jednak pani Ferrars popełniła samobójstwo i na wieść o tym, że Ackroyd może dowiedzieć się prawdy choćby z pozostawionego przez zmarłą listu, postanowił go zabić. Alibi zapewnił sobie dzięki dyktafonowi Ackroyda, który ten zostawił doktorowi do wyregulowania. Po zabiciu Rogera Sheppard ustawił dyktafon w jego gabinecie zaprogramowane urządzenie, które o określonej godzinie włączyło odtwarzanie dyktafonu. W ten sposób już po wyjściu Shepparda słyszano zza drzwi rzekome urywki rozmowy, co wykluczało winę lekarza, ponieważ dowodziło, że Ackroyd jeszcze w tym czasie żył. Sheppard zaaranżował dodatkowo telefon do siebie, rzekomo z informacją o śmierci Ackroyda, od jednego z pacjentów, stewarda wyruszającego tego wieczoru w daleki rejs, co dało mu możliwość pojawienia się na miejscu zbrodni jako pierwszemu i zabranie dyktafonu.
Po ujawnieniu odkrycia prawdy Poirot poinformował Shepparda, że nazajutrz zgłosi swe odkrycie inspektorowi policji. Zabieg ten był celowy, gdyż Poirot chciał w ten sposób dać mordercy czas na popełnienie samobójstwa i tak też ostatecznie skończył się los doktora.

## Fenomen powieści
Książkę uważa się za jedno z najświetniejszych i najbardziej znanych dzieł autorki. Jej fenomen polega między innymi na tym, że jest jedną z pierwszych powieści kryminalnych, w których sprawcą okazał się sam narrator. Autorka celowo skonstruowała opowiadanie Shepparda w taki sposób, że nie było w nim ani jednego kłamstwa – ukazuje on po prostu jedynie ogólnikowe wydarzenia i postępy w śledztwie, starannie omijając przy tym swój udział. Celowo również ani razu nie pada zdanie opisujące głębsze przemyślenia doktora w kwestii osoby mordercy. Po wydaniu powieść wywołała mnóstwo krytyki, ponieważ zdaniem wielu specjalistów ze względu na oryginalne zakończenie była ona niezgodna z ówczesnymi kanonami literatury kryminalnej, które zakładały zakaz utożsamiania mordercy z narratorem lub głównym detektywem.

## Nawiązania
- W 1945 r. Edmund Wilson napisał w The New Yorker artykuł atakujący powieści detektywistyczne o tytule nawiązującym do książki Agathy Christie – Who Cares Who Killed Roger Ackroyd? (Kogo obchodzi, kto zabił Rogera Ackroyda?).

- W 2000 r. Pierre Bayard napisał książkę Who Killed Roger Ackroyd? (Kto zabił Rogera Ackroyda?), w której przedstawia alternatywne rozwiązanie zdarzeń z powieści.

## Adaptacje
W 1928 r. powstała sztuka Alibi, wyreżyserowana przez Michaela Mortona, nawiązująca do fabuły książki. W 1999 r. nakręcono adaptację filmową, w której rolę Herkulesa Poirota zagrał David Suchet.